# Lubersac
Lubersac település Franciaországban, Corrèze megyében. Lakosainak száma 2253 fő (2022. január 1.). Lubersac Arnac-Pompadour, Benayes, Beyssac, Montgibaud, Saint-Julien-le-Vendômois, Troche, Coussac-Bonneval és Les Trois-Saints községekkel határos.

## Népesség
A település népességének változása:
| Lakosok száma | 2444 | 2397 | 2248 | 2256 | 2235 | 2226 | 2230 | 2236 | 2246 | 2253 |
|               | 1968 | 1982 | 1990 | 2006 | 2013 | 2015 | 2017 | 2019 | 2020 | 2022 |